# Maia Sandu
Maia Sandu (Risipeni, 24 maggio 1972) è un'economista e politica moldava, presidente della Moldavia dal 24 dicembre 2020. È la prima donna a ricoprire questa carica. Precedentemente era stata Primo ministro della Moldavia dall'8 giugno al 14 novembre 2019.

## Biografia

### Formazione
Nata nel villaggio di Risipeni, nel distretto di Fălești, nella RSS Moldava, ha studiato management dal 1989 al 1994 presso l'Accademia di studi economici della Moldavia (ASEM). Poi, dal 1995 al 1998, si è laureata in relazioni internazionali presso L'Accademia della Pubblica Amministrazione (AAP) a Chișinău. Nel 2010 si è laureata alla John F. Kennedy School of Government presso l'Università Harvard.

### Carriera politica
Dal 2010 al 2012, Sandu ha lavorato come Consigliere del Direttore Esecutivo presso la Banca Mondiale a Washington. Dal 2012 al 2015 è stata Ministro della Pubblica Istruzione della Moldavia. Il 23 luglio 2015, il Partito Liberal Democratico ha proposto la sua nomina alla carica di Primo ministro della Moldavia, succedendo a Natalia Gherman e Chiril Gaburici. Il giorno dopo essere stata proposta da una rinnovata coalizione filoeuropea, Sandu ha disposto la partenza del capo della Banca nazionale di Moldova, Dorin Drăguţanu, e del Procuratore di Stato Corneliu Gurin come condizioni per la sua accettazione della carica. Infine, il Presidente della Moldavia nominò Valeriu Streleț a discapito di Sandu.
Il 23 dicembre 2015 Sandu ha fondato la lista civica “În pas cu Maia Sandu” (“In cammino con Maia Sandu”), che in seguito è diventata un partito politico chiamato Partito di Azione e Solidarietà (PAS). Nel 2016, Maia Sandu si è candidata alle elezioni presidenziali in Moldavia. Candidatasi con una lista civica filo-europea, è stata una dei due candidati che hanno raggiunto il ballottaggio delle elezioni, perdendo poi, però, al ballottaggio.
L'8 giugno 2019 giura come Primo ministro dopo l'accordo tra ACUM e il PSRM. Tuttavia, dopo soli 5 mesi, il 12 novembre viene sfiduciata, e resta in carica per altri 2 giorni come Primo ministro uscente. Il 15 novembre 2020 vince le elezioni presidenziali moldave, battendo con il 57,7% dei voti il filorusso Igor Dodon e diventando il sesto Presidente della Moldavia.

### Presidente delle Moldavia
Dopo le elezioni, Sandu ha dichiarato che intende riprendere la negoziazione riguardante la Transnistria nel formato 5+2 (Moldova, Transnistria, OSCE, Ucraina, Russia, più Stati Uniti e UE come osservatori). La sua posizione implica il ritiro delle armi russe dal deposito di Cobasna e del Gruppo Operativo che protegge il deposito, sulla cui presenza la Moldavia non ha mai espresso il suo accordo, e la sostituzione delle forze di peacekeeping congiunte, che coinvolge militari da Moldavia, Transnistria e Russia, con una missione civile sotto l'egida dell'OCSE. Secondo lei, la Russia sta eseguendo una missione d'occupazione militare nella zona della Transnistria.
Dopo l'insediamento alla carica presidenziale, ha sostenuto colloqui con il presidente della Romania Klaus Iohannis e con il presidente dell'Ucraina Volodymyr Zelens'kyj. In seguito all'Invasione russa dell'Ucraina del 2022, Maia Sandu ha firmato il 3 marzo 2022 la domanda di adesione all'UE, insieme a Igor Grosu, il presidente del parlamento moldavo e Natalia Gavrilița, Primo Ministro della Moldavia.
Si ricandida per un secondo mandato alle elezioni presidenziali in Moldavia del 2024 (che vedono svolgersi contestualmente, al primo turno, anche il referendum di adesione all'Unione europea), tenutesi il 20 ottobre 2024, sfidando l'ex procuratore Alexandr Stoianoglo, candidato filo-russo del Partito socialista moldavo: al primo turno la presidente uscente ha ottenuto 656.852 voti, pari al 42,49% dell'elettorato, contro i 401.215 dello sfidante (25,95% dei voti), mentre il referendum di adesione all'Unione Europea è passato con una risicata maggioranza (50,46% i sì, 49,54% i no), nonostante le interferenze russe denunciate da Sandu e smentite da Mosca. Al ballottaggio, tenutosi il 3 novembre, la presidente Sandu riesce a vincere con il 54,91% dei consensi, staccando Stoianoglo di quasi dieci punti (45,09% dei voti), grazie soprattutto al voto della capitale moldava Chisinau e dei cittadini moldavi all'estero. I leaders europei Emmanuel Macron e Ursula von der Leyen, oltre che il presidente ucraino Volodomyr Zelensky hanno plaudito la vittoria di Sandu e si sono congratulati per il rapido processo di integrazione europea del Paese, mentre il Partito Socialista moldavo ha rifiutato di riconoscere i risultati delle elezioni, considerandola una "presidente illegittima", secondo quanto riporta l'agenzia russa RIA Novosti.